# Caymanostella
Caymanostella is een geslacht van zeesterren uit de familie Caymanostellidae.

## Soorten
- Caymanostella admiranda Belyaev & Litvinova, 1977
- Caymanostella madagascariensis Belyaev & Litvinova, 1991
- Caymanostella phorcynis Rowe, 1989
- Caymanostella spinimarginata Belyaev, 1974